# Parement (construction)
Pour les articles homonymes, voir Parement.
En architecture et en construction, le parement désigne la partie visible d'un matériau (parement en pierre de taille, etc.) ou d'un ouvrage quelconque de menuiserie ou de maçonnerie, etc.
Le parement désigne aussi la couche superficielle extérieure d'un bâtiment (parement de façade : parement de pierre, de brique, etc.). 

## Typologie
- À l'égard de la pierre naturelle, le parement désigne toutes surfaces apparentes et travaillées - Pour une assise ou un parpaing, le parement est la face verticale ; et pour une tablette, une dalle ou une marche, le parement est la surface horizontale[M 1]; On distingue:
  - Parement brut - La face ou épaisseur d'une pierre telle qu'elle est sortie de la carrière sans être taillée[M 1];
  - Parement de tête - Par ce mot on entend la taille et la mise en ligne et d'aplomb des moellons formant tête d'un mur isolé, ainsi que ceux qui forment tableau et embrasement de baie de porte ou de croisée aux extrémités d'un trumeau[M 1];
  - Parement de moellon, parement de meulière - Les faces visibles de la muraille ; c'est la mise en ligne de ces mêmes matériaux sur ses faces - On dit que le mur est parementé lorsque les moellons sont posés d'aplomb sur ligne ; il est brut lorsqu'ils ne le sont pas; Parement de moellon essemillé, taillé[M 1];
  - Un mur à « double parement » désigne en architecture deux murs simples séparés par un espace étroit rempli avec du remblai (gravier, terre...).
- En marbrerie, le parement désigne la face visible d'un morceau de marbre qui est taillé ou scié, poli ou non[E 1]. Le parement formé par la scie se nome sciage[E 2].
- En menuiserie, fin XVIIIe siècle, le parement désigne la face apparente de l'ouvrage; c'est pourquoi on dit qu'une cloison, un plancher, une porte pleine, une tablette est à un parement, lorsque les planches ne sont blanchies que d'un côté, et à deux parements si elles le sont des deux côtés: de même des portes à cadre, elles sont à un parement si elles n'ont de moulure que sur la face, quoique blanchies ou arasées derrière; elles sont à deux parements si elles ont des moulures sur les deux faces[N 1].

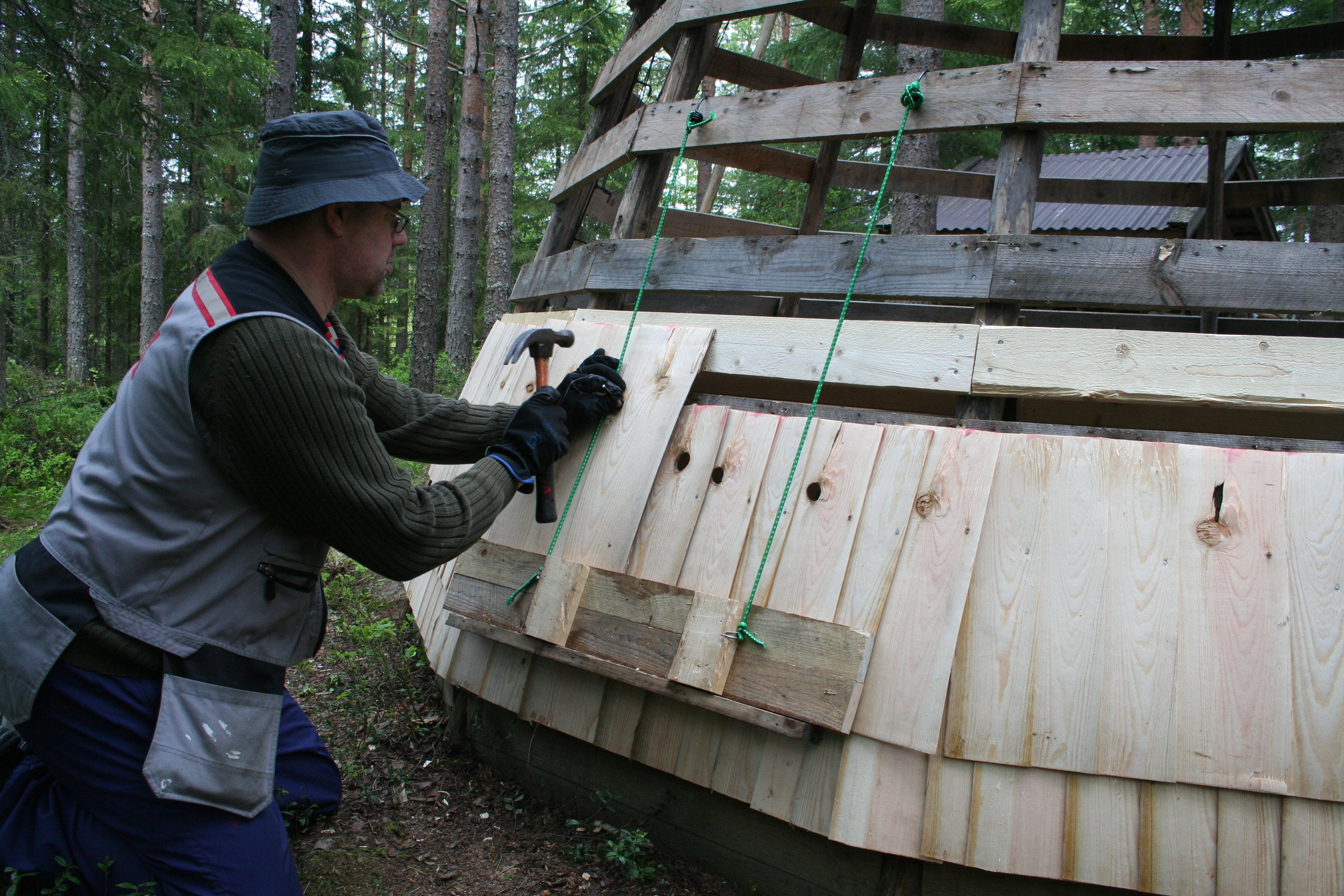
Couverture d'une goahti en bardage en bois en Finlande.

- Parement de façade : composé de pierres, ou de briques. Lorsqu'il s'agit de revêtement en bois, en tuiles, en ardoises, ou en métal (Cuivre, Zinc...) on parle plus volontiers de bardage. Le parement est réalisé par le maçon, le bardage est réalisé par le couvreur.